# القسم (فرع العدين)

تعديل مصدري - تعديل

القسم محلة تابعة لقرية المداد، التابعة لعزلة بني يوسف بمديرية فرع العدين إحدى مديريات محافظة إب في الجمهورية اليمنية، بلغ تعداد سكانها 25 حسب تعداد اليمن لعام 2004.